# Drewniany most na Dunajcu w Pieninach
Drewniany most na Dunajcu w Pieninach – nieistniejący drewniany most kratownicowy na Dunajcu, na terenie obecnej gminy Krościenko nad Dunajcem.

## Historia
Most znajdował się na drodze ze Szczawnicy do Krościenka nad Dunajcem naprzeciwko Zawiesów i pozwalał na dotarcie do Rynku ulicą św. Kingi. Został zbudowany w latach 1871–1872 według oryginalnego projektu inżyniera Wacława Ibiańskiego.
Drewniany most spoczywał na murowanych przyczółkach i jednym, również murowanym, filarze posadowionym pośrodku nurtu Dunajca. Miał długość ok. 70 m (dwadzieścia sążni na jedno przęsło). Kratownicowa konstrukcja, nazywana później „systemem Ibiańskiego”, przykryta była dachem pokrytym gontem. Stanowił pierwszą stałą przeprawę przez rzekę w tej okolicy.
W lipcu 1934 Polskę nawiedziła największa powódź w latach międzywojennej. Ulewne opady podniosły wody Dunajca do bardzo wysokiego poziomu. W wyniku powodzi 16 lipca 1934 w most uderzyły pozostałości „Białego Domku” z Cypla. Most rozpadł się na dwie części. Jedna osiadła koło Stodółek, natomiast druga uderzyła w budowany w tym czasie żelbetowy Most im. Józefa Piłsudskiego w Krościenku nad Dunajcem.
Współcześnie można zobaczyć pozostałości przyczółków mostu oraz filara w nurcie rzeki.
W 2024, po długich staraniach, ok. 500 m poniżej tego „Zerwanego Mostu” wybudowana została nowa kładka pieszo-rowerowa nad Dunajcem, nawiązująca swoim wyglądem do konstrukcji „systemu Ibiańskiego”.

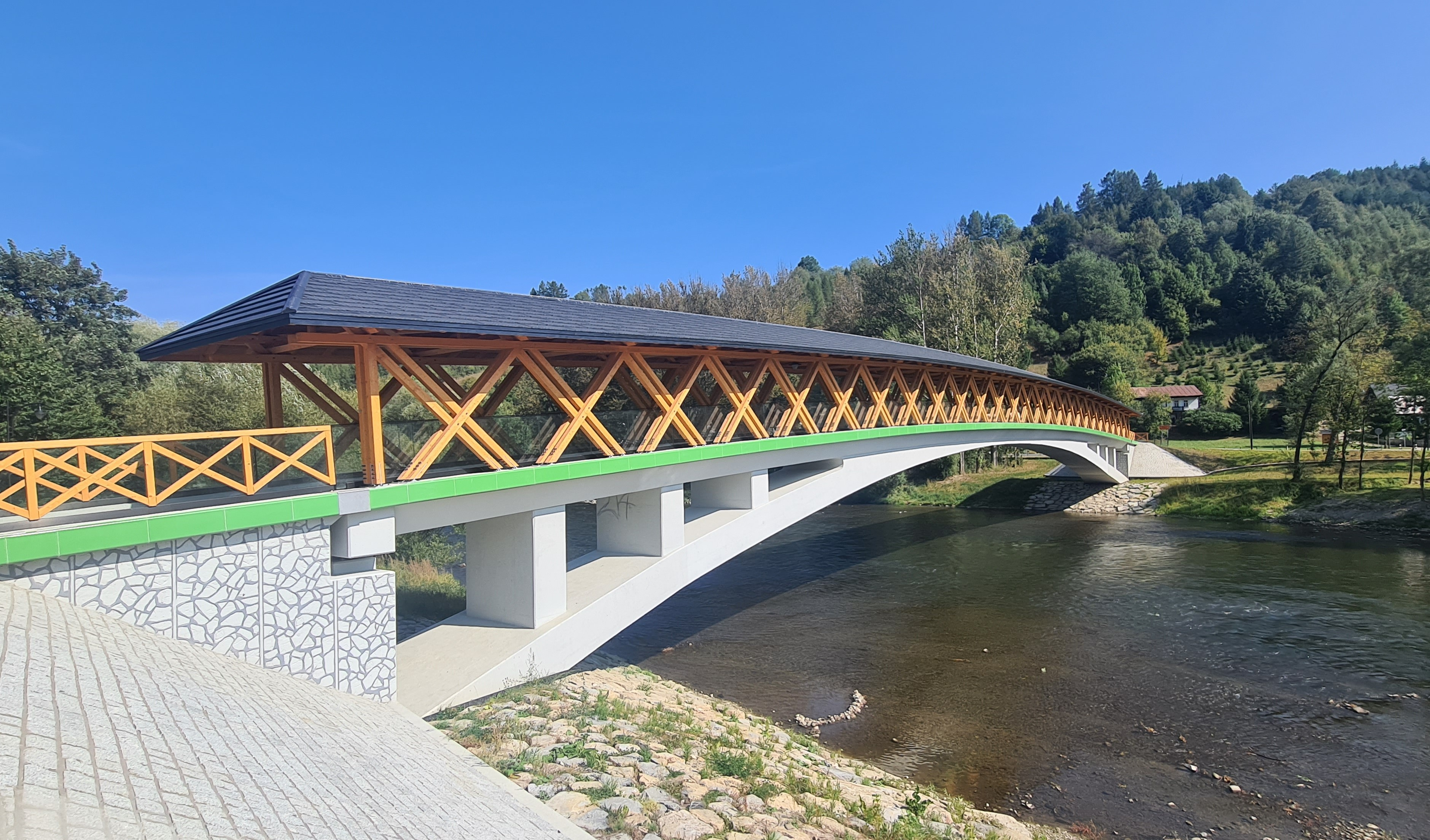
Pieszo-rowerowa kładka nad Dunajcem w Krościenku, nawiązująca formą do drewnianego mostu

## Okolica
Prawy brzeg Dunajca, na wysokości dawnego mostu, stanowi obecnie uroczysko o nazwie Zerwany Most. W pobliżu, na Piaskach, funkcjonowały dawniej dwa schroniska turystyczne Polskiego Towarzystwa Tatrzańskiego: „Na Piaskach” i „U Jacka Majerczaka”. Na drugim brzegu znajdowała się natomiast karczma. Lewy przyczółek położony był w pobliżu Zawiesów – pasa wapiennych, urwistych skał, na terenie Pienińskiego Parku Narodowego.